# Asynarchus aldinus
Asynarchus aldinus är en nattsländeart som först beskrevs av Ross 1941.  Asynarchus aldinus ingår i släktet Asynarchus och familjen husmasknattsländor. Inga underarter finns listade i Catalogue of Life.